# TV2 Play
A TV2 Play a TV2 Csoport streaming platformja, amely 2021. február 12-én kezdte meg működését. Legfőbb vetélytársa az RTL+, az RTL Magyarország streaming platformja.

## Története
2019. szeptember 27-én az SZTNH-nál levédték a tervezett logót.
2020. március 18-án bejelentették, hogy átszervezik a társaság tematikus csatornáit és elindítják az RTL Most vetélytársaként a TV2 Play-t egy éven belül.
2020. december 3-án levédésre került az SZTNH-nál a TV2 Play név és a hozzá tartozó logó.
A videótár 2021. február 12-én kezdte meg működését, ezzel egyidőben a TV2 csatornáinak honlapjai (köztük a TV2-é is) megszűntek és beolvadtak ebbe az oldalba.
2022. március 16-án indult el a TV2 Play Prémium, mellyel egyszerre akár két eszközön is lehet párhuzamosan streamelni, és hozzáférést ad a Spíler Extra szolgáltatáshoz, a Mozi+, a Moziverzum és a TV2 Kids tartalmainak a visszanézésére is. Innentől kezdve az utóbbi három csatorna weboldalainak elérése csak a TV2 Play Prémium hozzáféréssel lehetséges. A csomag jelenleg a Tarr Kft.-nél, a Yettel-nél, a Magyar Telekom-nál a One-nál és a Direct One TV szolgáltatásánál érhető el.
2022. szeptember 30-án bejelentették, hogy a TV2 Play TV-applikációt kap és érkezik egy reklámmentes, előfizetéses modell, ami a TV2 Play Zéró nevet kapta. 2022. december 19-én a "TV2 Play Zéró" védjegyet levédette a TV2, amely az indulására 2023. április 11-én került sor.

## A TV2 Play főbb jellemzői
A TV2 Play egy AVOD-platform, tehát a videókat reklám szakítja meg. A regisztrált felhasználók kiválaszthatják kedvenc műsoraikat, műsorvezetőiket és műsortípusaikat is. Az oldal a megadott információk alapján egy személyes műsorajánlatot állít össze a felhasználónak. Az oldalon műsortípusok és csatornák szerint kategorizálva is el lehet érni a műsorokat. A TV2 Play kínálatában találhatóak filmek, filmsorozatok, hazai gyártású műsorok, animációs sorozatok és a hír-háttérműsorok is.

## Elérhetőség

### Előfizetési csomagok
Az előfizetéses csomag mellett egy ingyenes és egy telekommunikációs szolgáltatóktól származó aktiválókódos csomag közül lehet választani.
| Jellemzők                 | TV2 Play                                              | TV2 Play Prémium                                      | TV2 Play Zéró                                         |
| ------------------------- | ----------------------------------------------------- | ----------------------------------------------------- | ----------------------------------------------------- |
| Elérhetőség               | Ingyenes fiók regisztráció                            | TV-szolgáltatótól igényelt aktiváló kóddal            | Előfizetéssel                                         |
| Párhuzamos streamek száma | 1                                                     | 2                                                     | 2                                                     |
| TV készüléken is elérhető | One TV, Yettel TV, Telekom TV médiabox alkalmazással. | One TV, Yettel TV, Telekom TV médiabox alkalmazással. | One TV, Yettel TV, Telekom TV médiabox alkalmazással. |
| Összes csatorna elérhető  | Részben                                               | Igen                                                  | Igen                                                  |
| Moziverzum                | Nem                                                   | Igen                                                  | Igen                                                  |
| Mozi+                     | Nem                                                   | Igen                                                  | Igen                                                  |
| TV2 Kids                  | Nem                                                   | Igen                                                  | Igen                                                  |
| TV2 Comedy                | Nem                                                   | Igen                                                  | Igen                                                  |
| Jocky TV                  | Nem                                                   | Igen                                                  | Igen                                                  |
| Spíler Extra              | Nem                                                   | Igen                                                  | Igen                                                  |
| Reklámmentesség           | Nem                                                   | Nem                                                   | Igen                                                  |

1. ↑  Jelenleg érintett szolgáltatók: Telekom, Yettel, One, Direct One, Tarr
2. ↑  A csomag részei: TV2, Super TV2, TV2 Séf, Izaura TV, Prime, TV2 Klub, Spíler1 TV és Spíler2 TV.

## Saját gyártású műsorai

### Jelenlegi műsorok
| Műsor címe                   | Bemutató             | Évad    | Státusz  | Forrás |
| ---------------------------- | -------------------- | ------- | -------- | ------ |
| TV2 Titkok Ramónával         | 2024. június 19.     | 3. évad | szünetel |        |
| Megamánia                    | 2024. szeptember 27. | 1. évad | szünetel |        |
| Házasság Extrákkal           | 2024. november 22.   | 1. évad | szünetel |        |
| Példaképek Demcsák Zsuzsával | 2025. március 21.    | 1. évad | szünetel |        |

### Befejezett műsorok
| Műsor címe                  | Bemutató             | Megjegyzés           |
| --------------------------- | -------------------- | -------------------- |
| Anyasztori #gyerekkelvagyok | 2023. szeptember 11. | A TV2-n folytatódott |
| Cégfejlesztők               | 2025. június 4.      |                      |
| nyíltON                     | 2022. május 2.       |                      |

## Műsorvezetők
| Műsorvezető        | Műsor                        |
| ------------------ | ---------------------------- |
| Lékai-Kiss Ramóna  | TV2 Titkok Ramónával         |
| Kárpáti Rebeka     | Megamánia                    |
| Goják Jana         | Megamánia                    |
| Orosz Barbara      | Házasság extrákkal           |
| Beszédes Henrietta | Anyasztori #gyerekkelvagyok  |
| Iszak Eszter       | Duett Backstage              |
| Demcsák Zsuzsa     | Példaképek Demcsák Zsuzsával |